# Трогон фіолетововолий
Трогон фіолетововолий (Trogon violaceus) — вид птахів родини трогонових (Trogonidae).

## Поширення
Вид мешкає у тропічних і субтропічних вологих лісах, рідше в культурних та посушливих районах, Центральної і Південної Америки від Мексики до Бразилії.

## Опис
Дрібний птах завдовжки від 23 до 26 см і важить від 45 до 65 г. Забарвлення оперення у самця чорне і блискучо-фіолетове на голові, зелене на спині та на верхній частині хвоста, а груди жовто-помаранчеві. Самиця переважно сіра.

## Спосіб життя
Харчується комахами та їхніми личинками, хробаками та молюсками. Гніздо облаштовує в термітниках на деревах, іноді в дуплах сухих дерев або кактусах. Самиця зазвичай відкладає два яйця.

## Підвиди
- Trogon violaceus braccatus
- Trogon violaceus caligatus
- Trogon violaceus concinnus
- Trogon violaceus crissalis
- Trogon violaceus ramonianus
- Trogon violaceus sallaei
- Trogon violaceus violaceus